# Muhlenbergia bushii
Muhlenbergia bushii är en gräsart som beskrevs av Richard Walter Pohl. Muhlenbergia bushii ingår i släktet muhlygräs, och familjen gräs. Inga underarter finns listade i Catalogue of Life.